# Norton Sound
El Norton Sound es una entrada del mar de Bering en la costa occidental de Alaska, EE. UU., al sur de la península de Seward. Tiene una longitud de unos 240 km de largo y 200 km de ancho. El delta del río Yukón forma una parte de la costa meridional y sus aguas influyen mucho en este cuerpo de agua. Está libre de hielo de junio a octubre. 
El Norton Sound zona ha estado habitado por los yupiks y los inupiaqs durante muchos siglos. Es la frontera entre los dos pueblos; los inupiats viven al norte y los yupiks, al sur. La ciudad de Nome está localizada en la ribera norte de Norton Sound. Los pueblos de Elim, Golovin, Stebbins, White Mountain, Koyuk, Shaktoolik, St Michael y Unalakleet están en las costas o en los cursos de agua que fluye hacia el Norton Sound. La carrera de trineos tirados por perros «Iditarod Trail Sled Dog Race» se realiza a través de estas aldeas costeras, entre Nome y Unalakleet. 

## Historia
Las aguas del Norton Sound fueron descubiertas por el capitán James Cook en septiembre de 1778. Le dio su nombre en honor de Sir Fletcher Norton, 1 ª Barón Grantley (1716-89), entonces portavoz de la Cámara de los Comunes del Reino Unido. 
El portahidroaviones USS Norton Sound también lleva su nombre.